# 俄羅斯聯邦自然資源與環境保護部
俄羅斯聯邦自然資源與環境保護部（俄語：Министерство природных ресурсов и экологии Российской Федерации）是俄羅斯聯邦政府的組成部門之一，負責管理國家的天然資源與保護環境。該部的首任部長為尤里·特魯特涅夫（Ю́рий Петро́вич Тру́тнев）。
亚历山大-亚历山德罗维奇-科兹洛夫现任部长（自 2020 年 11 月 10 日起）。

## 歷史
自然資源與環境保護部的前身為彼得大帝於1700年10月2日設立的國家礦物地質局。蘇聯解體後，環境部與天然資源部一同於1996年8月14日設立。兩部後來於2008年5月28日被合併為天然資源與環境部。

## 職責
自然資源與環境保護部負有執行環境保育、環境再生、林務與野生動物保護法規的責任。此外，該部還有探勘、管理與保存國家天然資源的職責，其中包括水資源的管理、礦藏的開發與國家領土及大陸棚的探勘。最後，該部也負責管理工業能源安全事項、監控地質與地震活動，與發展林務法規及警察系統。

## 下轄部門
- 聯邦天然資源管理局 头斯韦特兰娜Gennadievna Radionova[8][9][10]
- 聯邦底土利用局
- 聯邦水資源局
- 聯邦水文氣象與環境監控局[1]
- 聯邦林務局

## 外部連結
- 官方网站  (Russian) (English)